# それぞれの椅子
『それぞれの椅子』（それぞれのいす）は、日本の女性アイドルグループ乃木坂46の2枚目のオリジナル・アルバム。2016年5月25日にN46Div.から発売された。

## 背景とリリース

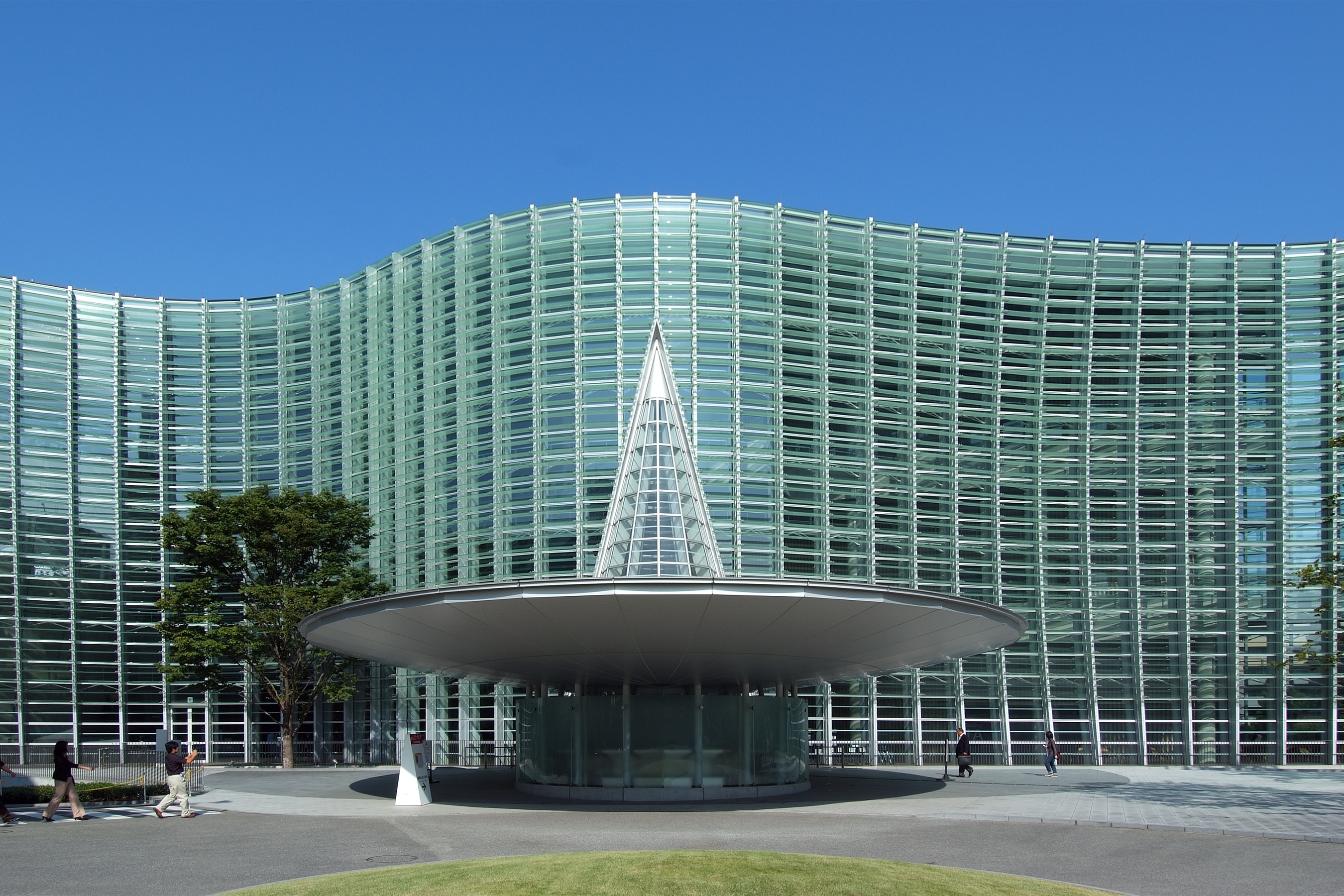
国立新美術館（ジャケット撮影地）

『それぞれの椅子』は、前作『透明な色』から約1年4か月ぶりのアルバムで、前作発売以降のシングルである11th「命は美しい」から14th「ハルジオンが咲く頃」までのシングル表題曲4曲を収録し、各タイプアルバム用の新曲5曲、Type-A・B・C、通常盤は「命は美しい」から「ハルジオンが咲く頃」までのカップリング曲を各タイプ5曲、Type-Dは『透明な色』発売以前のシングルのカップリング曲からライブで定番となっている5曲、さらに全タイプに「悲しみの忘れ方」、「乃木坂の詩」を加えた全16曲が収録されている。
本作は初回仕様限定（CD+DVD）盤のType-A・B・C・D、CDのみの通常盤の5形態で発売された。初回仕様限定（CD+DVD）盤各タイプには、CDに加え、Type-A・B・Cには『乃木坂46真夏の全国ツアー2014 Final!@明治神宮野球場』（2014年8月30日、明治神宮野球場）を前編、中編、後編としてそれぞれ10 - 14曲ずつ収録したDVD、Type-Dには初期の頃から最近まで、マネージャー達が携帯電話などで撮影した動画を集めた約60分の映像集「まゆこの動画」を収録したDVDが同封されている。通常盤はType-Aと同内容のCD1枚が同封されている。その他、初回仕様には以下の特典が付録されている。
- 三方背BOX
- スペシャルフォトブックレット

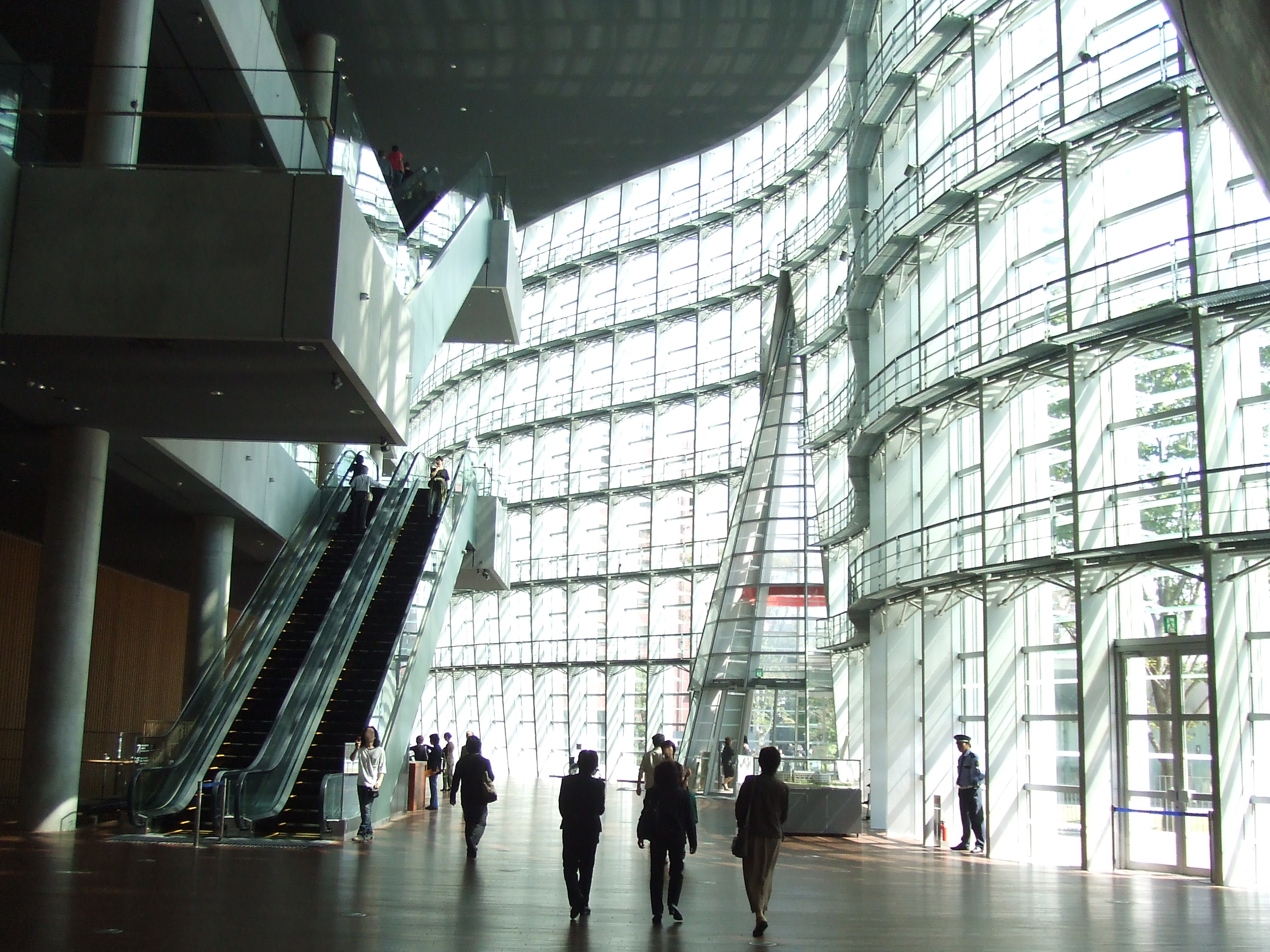
国立新美術館内のエスカレーター（Type-A・通常盤のジャケット撮影地）

本作の発売は2016年4月9日の夕方、東京メトロ千代田線乃木坂駅改札内通路で3月26日から4月10日まで開催されていた『乃木坂46 特大パネル展 Vol.2』に、キャプテン桜井玲香が2ndアルバムリリースを告知するパネルを運び込み、駅係員の手により掲出される形で発表された。このような発表は普段は大型イベントでの観客の前でサプライズ発表としてなされるケースが多く、乃木坂駅を利用したサプライズは初で、その場に居合わせた約30名のファンからは驚きの声と共に、本作の情報が一気に拡散された。
『それぞれの椅子』は、グループにおけるそれぞれの立ち位置を象徴したタイトルで、2016年4月26日に行われた『セブン-イレブン×乃木坂46』の記者発表会内で発表された。橋本奈々未によれば、前作『透明な色』は「まだ何にでもなれる」ことが強調されていたが、『それぞれの椅子』はメンバーそれぞれの個が強調されている。白石麻衣によれば、一人ひとり自分にあった椅子があり、それぞれ色んなことに挑戦していこうという思いが込められている。
リード曲「きっかけ」は2016年7月5日の『寺岡呼人 presents Golden Circle 第20回記念スペシャル〜僕と桜井和寿のメロディー〜』で、桜井和寿（Mr.Children）らによってカバーされたことが話題となった。2021年12月31日放送の第72回NHK紅白歌合戦、2024年12月31日放送の第75回NHK紅白歌合戦の歌唱曲であり、第72回NHK紅白歌合戦は同日を以てグループを卒業した生田絵梨花が乃木坂46のメンバーとして最後にパフォーマンスした曲でもある。

## プロモーション

### セブン-イレブン・セブンネット限定豪華特典
セブン-イレブンとのコラボキャンペーンの一環として、セブン-イレブン限定仕様の本作の初回限定盤Type-Aを予約すると、先着で4万人が『セブン-イレブン限定ミニライブイベント』に参加できる。また、初回限定盤Type-B・C・D、通常盤をセブンイレブン・セブンネットで予約して購入すると各タイプごとに異なる限定カットの生写真2枚ずつと『乃木恋〜坂道の下で、あの日僕は恋をした〜』限定ストーリーが付属する。

### イベント
乃木坂46のforTUNE music限定販売によるシングルや、前作『透明な色』同様、本作についてもforTUNE music限定販売による個別握手会と、初回仕様限定盤各タイプに特典として封入されるプレミアムイベント応募券に記載された特設サイトにアクセスして応募券に記載されたIDナンバーで抽選に応募できるプレミアムイベントが行われた。
- 個別握手会参加券付通常盤
  - 『乃木坂46 2ndアルバム「それぞれの椅子」発売記念個別握手会』（2016年6月18日、京都パルスプラザ、2016年6月25日、幕張メッセ、2016年7月10日、パシフィコ横浜）[19]

- プレミアムイベント[20]
  - 『第2回! アルバム発売記念 豪華客船"シンフォニーモデナ"東京湾クルージング』（4つのIDナンバーが必要）[20]
  - 『残念! マネージャーと乗る"屋形船"台場～越中島～東京スカイツリーの旅』（4つのIDナンバーが必要、クルージングの抽選で漏れた者の中から抽選）[20]
  - 『4th YEAR BIRTHDAY LIVE＠明治神宮球場 スペシャルインビテーション』（3つのIDナンバーが必要）[20]
  - 『初!! メンバー対抗 乃木坂46ボーリング大会!!』（2つのIDナンバーが必要）[20]
  - 『身を引き締めて幸運を! 乃木神社にてメンバーとご祈祷!』（2つのIDナンバーが必要）[20]
  - 『真夏の全国ツアー2016 スーパーリザーブシート』（2つのIDナンバーが必要）[20]
  - 『初!! メンバーと"黒ひげ 危機一髪ゲーム"』（1つのIDナンバーが必要）[20]
  - 『残念! マネージャーと"黒ひげ危機一髪ゲーム"』（1つのIDナンバーが必要、メンバーと"黒ひげ 危機一髪ゲーム"の抽選で漏れた者の中から抽選）[20]
  - 『2ndアルバム「それぞれの椅子」全メンバー直筆サイン入りポスター』（1つのIDナンバーが必要）[20]

### 乃木坂46時間TV
本作の発売を記念してインターネット番組『乃木坂46時間TV』が2016年6月10日の21時から6月12日の19時までの46時間に渡って配信された。

### コラボ
発売記念として、コラボ企画『乃木坂46×TOWER RECORDS』が実施された。2016年5月24日、タワーレコードによるフリーマガジン『tower+』の別冊『別冊tower+』が発行され、秋元真夏・生田絵梨花・衛藤美彩の写真および白石麻衣・西野七瀬のインタビューが掲載された。また、『別冊tower+』で使用された表紙がポスター化され、タワーレコード全店で提出された。

## アートワーク
ジャケット写真のメンバーの衣装は制服ではなく、新しい乃木坂46をイメージして、混ぜ合わせると乃木坂46カラーの紫色になる赤と青の2色の衣装が使用され、同じ色の中でもメンバーによって衣装が異なり、様々な個性が混ざりあって紫色になる意味が込められている。衣装の色の割り振りは下表の通りである。この割り振りは今作の発売を記念して放送された『乃木坂46時間TV』内のカラオケ対決のチームや『真夏の全国ツアー2016』の一部の曲をパフォーマンスするメンバーの組分けにも用いられた。
| 赤 | 白石麻衣・生田絵梨花・高山一実・齋藤飛鳥・生駒里奈・若月佑美・井上小百合・堀未央奈・中元日芽香・新内眞衣・能條愛未・佐々木琴子・斉藤優里・寺田蘭世・渡辺みり愛・鈴木絢音・相楽伊織                 |
| 青 | 西野七瀬・橋本奈々未・衛藤美彩・秋元真夏・星野みなみ・松村沙友理・伊藤万理華・桜井玲香・北野日奈子・樋口日奈・中田花奈・川村真洋・山崎怜奈・川後陽菜・和田まあや・伊藤純奈・斎藤ちはる・伊藤かりん |

ジャケット写真の撮影地は、前作が乃木坂駅だったのに対し、そこからの成長や次へのステージなど新しい乃木坂46をイメージさせる場所として同じ乃木坂にあり、乃木坂駅と直結している国立新美術館が使用された。また、CDショップチェーン別先着特典としてヨドバシカメラ、コーチャンフォー、ソフマップ、ラムタラで本作を購入すると、先着でそれぞれオリジナルのアナザージャケットがプレゼントされた。

## チャート成績
本作は2016年5月24日付のオリコンデイリーCDアルバムランキングで推定売上21万6532枚を記録し、デイリー1位を獲得した。その後、2016年6月6日付のオリコン週間CDアルバムランキングで週間1位を獲得し、同ランキングにおける1位獲得は前作『透明な色』から2作連続、通算2作目となった。初週推定売上は27万4873枚を記録し、前作から約5万枚上回った。2016年5月度のオリコン月間CDアルバムランキングでは推定売上27万4873枚を記録し、月間1位を獲得した。オリコン2016年上半期アルバムランキングでは推定売上30万0008枚を記録し、上半期3位を獲得した。

## ミュージックビデオ
きっかけ
リードトラック「きっかけ」のミュージック・ビデオは、楽曲を題材に『乃木坂46時間TV』内で乃木坂46の全メンバーが制作した黒板アートによるものである。2016年7月7日から『乃木坂46 OFFICIAL YouTube CHANNEL』で公開された。2020年9月に発売されたミュージック・ビデオ集『ALL MV COLLECTION2〜あの時の彼女たち〜』に収録されて初パッケージ化となった。

## メディアでの使用
きっかけ
『セブン-イレブンフェア 乃木坂46』キャンペーンソング。
空気感
『Palty』（ダリヤ）CMソング。

## 収録トラック

### Type-A
| #         | タイトル                       | 作詞             | 作曲                    | 編曲                    | 時間  |
| --------- | ------------------------------ | ---------------- | ----------------------- | ----------------------- | ----- |
| 1.        | 「命は美しい」                 | 秋元康           | Hiroki Sagawa           | Hiroki Sagawa           | 5:15  |
| 2.        | 「太陽ノック」                 | 秋元康           | 黒須克彦                | 長田直之                | 4:03  |
| 3.        | 「今、話したい誰かがいる」     | 秋元康           | Akira Sunset、APAZZI    | Akira Sunset、APAZZI    | 4:24  |
| 4.        | 「ハルジオンが咲く頃」         | 秋元康           | Akira Sunset、APAZZI    | Akira Sunset、APAZZI    | 5:29  |
| 5.        | 「きっかけ」                   | 秋元康           | 杉山勝彦                | 杉山勝彦、有木竜郎      | 5:20  |
| 6.        | 「太陽に口説かれて」           | 秋元康           | フジノタカフミ          | フジノタカフミ          | 4:11  |
| 7.        | 「欲望のリインカーネーション」 | 秋元康、本山清治 | 渡辺未来                | 渡辺未来                | 4:19  |
| 8.        | 「悲しみの忘れ方」             | 秋元康           | 近藤圭一                | 久下真音                | 4:29  |
| 9.        | 「空気感」                     | 秋元康           | DR QUEENBEE             | DR QUEENBEE             | 3:54  |
| 10.       | 「光合成希望」                 | 秋元康           | 吉田博                  | 野中"まさ"雄一          | 3:56  |
| 11.       | 「無表情」                     | 秋元康           | Akira Sunset            | Akira Sunset            | 3:51  |
| 12.       | 「あらかじめ語られるロマンス」 | 秋元康           | SoichiroK、Nozomu.S     | SoichiroK、Nozomu.S     | 4:55  |
| 13.       | 「隙間」                       | 秋元康           | Akira Sunset、Carlos K. | Akira Sunset、Carlos K. | 5:02  |
| 14.       | 「急斜面」                     | 秋元康           | FURUTA、Yasutaka.Ishio  | 重永亮介                | 3:46  |
| 15.       | 「羽根の記憶」                 | 秋元康           | 杉山勝彦                | 杉山勝彦、有木竜郎      | 5:42  |
| 16.       | 「乃木坂の詩」                 | 秋元康           | 井手コウジ              | 井手コウジ              | 4:30  |
| 合計時間: | 合計時間:                      | 合計時間:        | 合計時間:               | 合計時間:               | 73:06 |

| #         | タイトル                                                                              | 作詞  | 作曲・編曲 |
| --------- | ------------------------------------------------------------------------------------- | ----- | ---------- |
| 1.        | 「夏のFree&Easy 乃木坂46 真夏の全国ツアー2014 Final!@明治神宮野球場 前編」            |       |            |
| 2.        | 「ロマンスのスタート 乃木坂46 真夏の全国ツアー2014 Final!@明治神宮野球場 前編」       |       |            |
| 3.        | 「会いたかったかもしれない 乃木坂46 真夏の全国ツアー2014 Final!@明治神宮野球場 前編」 |       |            |
| 4.        | 「ロマンティックいか焼き 乃木坂46 真夏の全国ツアー2014 Final!@明治神宮野球場 前編」   |       |            |
| 5.        | 「ガールズルール 乃木坂46 真夏の全国ツアー2014 Final!@明治神宮野球場 前編」           |       |            |
| 6.        | 「何もできずにそばにいる 乃木坂46 真夏の全国ツアー2014 Final!@明治神宮野球場 前編」   |       |            |
| 7.        | 「生まれたままで 乃木坂46 真夏の全国ツアー2014 Final!@明治神宮野球場 前編」           |       |            |
| 8.        | 「ここじゃないどこか 乃木坂46 真夏の全国ツアー2014 Final!@明治神宮野球場 前編」       |       |            |
| 9.        | 「指望遠鏡 乃木坂46 真夏の全国ツアー2014 Final!@明治神宮野球場 前編」                 |       |            |
| 10.       | 「月の大きさ 乃木坂46 真夏の全国ツアー2014 Final!@明治神宮野球場 前編」               |       |            |
| 11.       | 「失いたくないから 乃木坂46 真夏の全国ツアー2014 Final!@明治神宮野球場 前編」         |       |            |
| 12.       | 「人間という楽器 乃木坂46 真夏の全国ツアー2014 Final!@明治神宮野球場 前編」           |       |            |
| 合計時間: | 合計時間:                                                                             | 62:45 |            |

### Type-B
| #         | タイトル                         | 作詞             | 作曲                 | 編曲                 | 時間  |
| --------- | -------------------------------- | ---------------- | -------------------- | -------------------- | ----- |
| 1.        | 「命は美しい」                   | 秋元康           | Hiroki Sagawa        | Hiroki Sagawa        | 5:15  |
| 2.        | 「太陽ノック」                   | 秋元康           | 黒須克彦             | 長田直之             | 4:03  |
| 3.        | 「今、話したい誰かがいる」       | 秋元康           | Akira Sunset、APAZZI | Akira Sunset、APAZZI | 4:24  |
| 4.        | 「ハルジオンが咲く頃」           | 秋元康           | Akira Sunset、APAZZI | Akira Sunset、APAZZI | 5:29  |
| 5.        | 「きっかけ」                     | 秋元康           | 杉山勝彦             | 杉山勝彦、有木竜郎   | 5:20  |
| 6.        | 「太陽に口説かれて」             | 秋元康           | フジノタカフミ       | フジノタカフミ       | 4:11  |
| 7.        | 「欲望のリインカーネーション」   | 秋元康、本山清治 | 渡辺未来             | 渡辺未来             | 4:19  |
| 8.        | 「悲しみの忘れ方」               | 秋元康           | 近藤圭一             | 久下真音             | 4:29  |
| 9.        | 「Threefold choice」             | 秋元康           | 古川貴浩             | 古川貴浩             | 3:43  |
| 10.       | 「低体温のキス」                 | 秋元康           | 中谷あつこ           | 田上陽一             | 4:00  |
| 11.       | 「遥かなるブータン」             | 秋元康           | ツキダタダシ         | ha-j                 | 4:38  |
| 12.       | 「ポピパッパパー」               | 秋元康           | Akira Sunset、ha-j   | Akira Sunset、ha-j   | 4:02  |
| 13.       | 「制服を脱いでサヨナラを・・・」 | 秋元康           | 古川貴浩             | 古川貴浩             | 5:01  |
| 14.       | 「憂鬱と風船ガム」               | 秋元康           | HIROTOMO、Dr.Lilcom  | APAZZI               | 4:04  |
| 15.       | 「立ち直り中」                   | 秋元康           | 福田貴史             | TATOO                | 4:43  |
| 16.       | 「乃木坂の詩」                   | 秋元康           | 井手コウジ           | 井手コウジ           | 4:30  |
| 合計時間: | 合計時間:                        | 合計時間:        | 合計時間:            | 合計時間:            | 72:11 |

| #         | タイトル                                                                                 | 作詞  | 作曲・編曲 |
| --------- | ---------------------------------------------------------------------------------------- | ----- | ---------- |
| 1.        | 「人はなぜ走るのか? 乃木坂46 真夏の全国ツアー2014 Final!@明治神宮野球場 中編」           |       |            |
| 2.        | 「せっかちなかたつむり 乃木坂46 真夏の全国ツアー2014 Final!@明治神宮野球場 中編」        |       |            |
| 3.        | 「左胸の勇気 乃木坂46 真夏の全国ツアー2014 Final!@明治神宮野球場 中編」                  |       |            |
| 4.        | 「何度目の青空か? 乃木坂46 真夏の全国ツアー2014 Final!@明治神宮野球場 中編」             |       |            |
| 5.        | 「ダンケシェーン 乃木坂46 真夏の全国ツアー2014 Final!@明治神宮野球場 中編」              |       |            |
| 6.        | 「そんなバカな・・・ 乃木坂46 真夏の全国ツアー2014 Final!@明治神宮野球場 中編」          |       |            |
| 7.        | 「心の薬 乃木坂46 真夏の全国ツアー2014 Final!@明治神宮野球場 中編」                      |       |            |
| 8.        | 「13日の金曜日 乃木坂46 真夏の全国ツアー2014 Final!@明治神宮野球場 中編」                |       |            |
| 9.        | 「扇風機 乃木坂46 真夏の全国ツアー2014 Final!@明治神宮野球場 中編」                      |       |            |
| 10.       | 「その先の出口 乃木坂46 真夏の全国ツアー2014 Final!@明治神宮野球場 中編」                |       |            |
| 11.       | 「無口なライオン 乃木坂46 真夏の全国ツアー2014 Final!@明治神宮野球場 中編」              |       |            |
| 12.       | 「僕が行かなきゃ誰が行くんだ? 乃木坂46 真夏の全国ツアー2014 Final!@明治神宮野球場 中編」 |       |            |
| 13.       | 「でこぴん 乃木坂46 真夏の全国ツアー2014 Final!@明治神宮野球場 中編」                    |       |            |
| 14.       | 「吐息のメソッド 乃木坂46 真夏の全国ツアー2014 Final!@明治神宮野球場 中編」              |       |            |
| 合計時間: | 合計時間:                                                                                | 60:19 |            |

### Type-C
| #         | タイトル                               | 作詞             | 作曲                 | 編曲                 | 時間  |
| --------- | -------------------------------------- | ---------------- | -------------------- | -------------------- | ----- |
| 1.        | 「命は美しい」                         | 秋元康           | Hiroki Sagawa        | Hiroki Sagawa        | 5:15  |
| 2.        | 「太陽ノック」                         | 秋元康           | 黒須克彦             | 長田直之             | 4:03  |
| 3.        | 「今、話したい誰かがいる」             | 秋元康           | Akira Sunset、APAZZI | Akira Sunset、APAZZI | 4:24  |
| 4.        | 「ハルジオンが咲く頃」                 | 秋元康           | Akira Sunset、APAZZI | Akira Sunset、APAZZI | 5:29  |
| 5.        | 「きっかけ」                           | 秋元康           | 杉山勝彦             | 杉山勝彦、有木竜郎   | 5:20  |
| 6.        | 「太陽に口説かれて」                   | 秋元康           | フジノタカフミ       | フジノタカフミ       | 4:11  |
| 7.        | 「欲望のリインカーネーション」         | 秋元康、本山清治 | 渡辺未来             | 渡辺未来             | 4:19  |
| 8.        | 「悲しみの忘れ方」                     | 秋元康           | 近藤圭一             | 久下真音             | 4:29  |
| 9.        | 「失恋したら、顔を洗え!」              | 秋元康           | さいとうくにあき     | 内田充               | 4:00  |
| 10.       | 「かき氷の片想い」                     | 秋元康           | 白須賀悟             | 白須賀悟             | 4:27  |
| 11.       | 「大人への近道」                       | 秋元康           | 古川貴浩             | 古川貴浩             | 5:17  |
| 12.       | 「君は僕と会わない方がよかったのかな」 | 秋元康           | Akira Sunset、ha-j   | Akira Sunset、ha-j   | 5:05  |
| 13.       | 「別れ際、もっと好きになる」           | 秋元康           | Akira Sunset、ha-j   | Akira Sunset、ha-j   | 4:17  |
| 14.       | 「嫉妬の権利」                         | 秋元康           | 丸山真由子           | 丸山真由子           | 5:18  |
| 15.       | 「不等号」                             | 秋元康           | 福田貴史             | 福田貴史             | 4:17  |
| 16.       | 「乃木坂の詩」                         | 秋元康           | 井手コウジ           | 井手コウジ           | 4:30  |
| 合計時間: | 合計時間:                              | 合計時間:        | 合計時間:            | 合計時間:            | 74:41 |

| #         | タイトル                                                                            | 作詞  | 作曲・編曲 |
| --------- | ----------------------------------------------------------------------------------- | ----- | ---------- |
| 1.        | 「世界で一番 孤独なLover 乃木坂46 真夏の全国ツアー2014 Final!@明治神宮野球場 後編」 |       |            |
| 2.        | 「制服のマネキン乃木坂46 真夏の全国ツアー2014 Final!@明治神宮野球場 後編」          |       |            |
| 3.        | 「ここにいる理由乃木坂46 真夏の全国ツアー2014 Final!@明治神宮野球場 後編」          |       |            |
| 4.        | 「バレッタ乃木坂46 真夏の全国ツアー2014 Final!@明治神宮野球場 後編」                |       |            |
| 5.        | 「走れ!Bicycle乃木坂46 真夏の全国ツアー2014 Final!@明治神宮野球場 後編」            |       |            |
| 6.        | 「おいでシャンプー乃木坂46 真夏の全国ツアー2014 Final!@明治神宮野球場 後編」        |       |            |
| 7.        | 「君の名は希望乃木坂46 真夏の全国ツアー2014 Final!@明治神宮野球場 後編」            |       |            |
| 8.        | 「気づいたら片想い乃木坂46 真夏の全国ツアー2014 Final!@明治神宮野球場 後編」        |       |            |
| 9.        | 「ぐるぐるカーテン乃木坂46 真夏の全国ツアー2014 Final!@明治神宮野球場 後編」        |       |            |
| 10.       | 「乃木坂の詩乃木坂46 真夏の全国ツアー2014 Final!@明治神宮野球場 後編」              |       |            |
| 合計時間: | 合計時間:                                                                           | 54:55 |            |

### Type-D
| #         | タイトル                       | 作詞             | 作曲                 | 編曲                 | 時間  |
| --------- | ------------------------------ | ---------------- | -------------------- | -------------------- | ----- |
| 1.        | 「命は美しい」                 | 秋元康           | Hiroki Sagawa        | Hiroki Sagawa        | 5:15  |
| 2.        | 「太陽ノック」                 | 秋元康           | 黒須克彦             | 長田直之             | 4:03  |
| 3.        | 「今、話したい誰かがいる」     | 秋元康           | Akira Sunset、APAZZI | Akira Sunset、APAZZI | 4:24  |
| 4.        | 「ハルジオンが咲く頃」         | 秋元康           | Akira Sunset、APAZZI | Akira Sunset、APAZZI | 5:29  |
| 5.        | 「きっかけ」                   | 秋元康           | 杉山勝彦             | 杉山勝彦、有木竜郎   | 5:20  |
| 6.        | 「太陽に口説かれて」           | 秋元康           | フジノタカフミ       | フジノタカフミ       | 4:11  |
| 7.        | 「欲望のリインカーネーション」 | 秋元康、本山清治 | 渡辺未来             | 渡辺未来             | 4:19  |
| 8.        | 「悲しみの忘れ方」             | 秋元康           | 近藤圭一             | 久下真音             | 4:29  |
| 9.        | 「環状六号線」                 | 秋元康           | サイトウリョースケ   | サイトウリョースケ   | 4:04  |
| 10.       | 「口約束」                     | 秋元康           | Amber                | 若田部誠             | 4:34  |
| 11.       | 「ロマンティックいか焼き」     | 秋元康           | 横健介               | 重永亮介             | 4:29  |
| 12.       | 「ハウス!」                    | 秋元康           | y@suo ohtani         | y@suo ohtani         | 5:07  |
| 13.       | 「そんなバカな・・・」         | 秋元康           | Akira Sunset         | Akira Sunset         | 4:29  |
| 14.       | 「シャキイズム」               | 秋元康           | 岡本健介             | 岡本健介             | 4:12  |
| 15.       | 「ロマンスのスタート」         | 秋元康           | 押田誠               | 佐々木聡作、押田誠   | 4:02  |
| 16.       | 「乃木坂の詩」                 | 秋元康           | 井手コウジ           | 井手コウジ           | 4:30  |
| 合計時間: | 合計時間:                      | 合計時間:        | 合計時間:            | 合計時間:            | 72:57 |

| #         | タイトル                       | 作詞  | 作曲・編曲 |
| --------- | ------------------------------ | ----- | ---------- |
| 1.        | 「スタート」                   |       |            |
| 2.        | 「握手会・ライブシリーズ」     |       |            |
| 3.        | 「制作シリーズ」               |       |            |
| 4.        | 「外仕事シリーズ」             |       |            |
| 5.        | 「良く撮っていた＆謎シリーズ」 |       |            |
| 合計時間: | 合計時間:                      | 63:01 |            |

### 通常盤
| #         | タイトル                       | 作詞             | 作曲                    | 編曲                    | 時間  |
| --------- | ------------------------------ | ---------------- | ----------------------- | ----------------------- | ----- |
| 1.        | 「命は美しい」                 | 秋元康           | Hiroki Sagawa           | Hiroki Sagawa           | 5:15  |
| 2.        | 「太陽ノック」                 | 秋元康           | 黒須克彦                | 長田直之                | 4:03  |
| 3.        | 「今、話したい誰かがいる」     | 秋元康           | Akira Sunset、APAZZI    | Akira Sunset、APAZZI    | 4:24  |
| 4.        | 「ハルジオンが咲く頃」         | 秋元康           | Akira Sunset、APAZZI    | Akira Sunset、APAZZI    | 5:29  |
| 5.        | 「きっかけ」                   | 秋元康           | 杉山勝彦                | 杉山勝彦、有木竜郎      | 5:20  |
| 6.        | 「太陽に口説かれて」           | 秋元康           | フジノタカフミ          | フジノタカフミ          | 4:11  |
| 7.        | 「欲望のリインカーネーション」 | 秋元康、本山清治 | 渡辺未来                | 渡辺未来                | 4:19  |
| 8.        | 「悲しみの忘れ方」             | 秋元康           | 近藤圭一                | 久下真音                | 4:29  |
| 9.        | 「空気感」                     | 秋元康           | DR QUEENBEE             | DR QUEENBEE             | 3:54  |
| 10.       | 「光合成希望」                 | 秋元康           | 吉田博                  | 野中"まさ"雄一          | 3:56  |
| 11.       | 「無表情」                     | 秋元康           | Akira Sunset            | Akira Sunset            | 3:51  |
| 12.       | 「あらかじめ語られるロマンス」 | 秋元康           | SoichiroK、Nozomu.S     | SoichiroK、Nozomu.S     | 4:55  |
| 13.       | 「隙間」                       | 秋元康           | Akira Sunset、Carlos K. | Akira Sunset、Carlos K. | 5:02  |
| 14.       | 「急斜面」                     | 秋元康           | FURUTA、Yasutaka.Ishio  | 重永亮介                | 3:46  |
| 15.       | 「羽根の記憶」                 | 秋元康           | 杉山勝彦                | 杉山勝彦、有木竜郎      | 5:42  |
| 16.       | 「乃木坂の詩」                 | 秋元康           | 井手コウジ              | 井手コウジ              | 4:30  |
| 合計時間: | 合計時間:                      | 合計時間:        | 合計時間:               | 合計時間:               | 73:06 |

## 歌唱メンバー

### きっかけ
- 秋元真夏、生田絵梨花、生駒里奈、伊藤万理華、井上小百合、衛藤美彩、齋藤飛鳥、桜井玲香、白石麻衣、高山一実、西野七瀬、橋本奈々未、星野みなみ、堀未央奈、松村沙友理、若月佑美[9]

深川麻衣を除く14thシングル「ハルジオンが咲く頃」選抜メンバー。

### 太陽に口説かれて
- 秋元真夏、生田絵梨花、生駒里奈、伊藤万理華、井上小百合、衛藤美彩、齋藤飛鳥、桜井玲香、白石麻衣、高山一実、西野七瀬、橋本奈々未、星野みなみ、堀未央奈、松村沙友理、若月佑美[9]

深川麻衣を除く14thシングル「ハルジオンが咲く頃」選抜メンバー。

### 欲望のリインカーネーション
- 川後陽菜、川村真洋、斎藤ちはる、斉藤優里、中田花奈、中元日芽香、能條愛未、樋口日奈、和田まあや[9]

14thシングル1期生アンダーメンバー。

### 空気感
- 衛藤美彩、白石麻衣、高山一実、橋本奈々未、松村沙友理[9]

### 光合成希望
- 西野七瀬[9]

西野のソロ曲。アルバムの発売日が西野の22歳の誕生日にちなんで収録された。

### Threefold choice
- 齋藤飛鳥、星野みなみ、堀未央奈[9]

前作に収録されている「なぞの落書き」に続く3人によるユニット曲。

### 低体温のキス
- 生田絵梨花[9]

生田絵梨花
のソロ曲。

### 失恋したら、顔を洗え!
- 中元日芽香、能條愛未[9]

中元日芽香、能條愛未 from 乃木團によるユニット曲。

### かき氷の片想い
- 伊藤かりん、伊藤純奈、北野日奈子、相楽伊織、佐々木琴子、新内眞衣、鈴木絢音、寺田蘭世、堀未央奈、山崎怜奈、渡辺みり愛[9]

2期生によるユニット。

### 環状六号線
- 生駒里奈、伊藤万理華、井上小百合[9]

生駒里奈によれば、舞台『すべての犬は天国へ行く』に出演した乃木坂46メンバーによるユニット曲。

### 口約束
- 秋元真夏、桜井玲香、中田花奈、若月佑美[9]

女子校出身のメンバーによるユニット曲。